# 양모과
양모과(洋－瓜, 학명: Mespilus germanica 메스필루스 게르마니카[*])는 장미과의 나무이다. 과일은 딱딱하고 시기 때문에 얼어서 물러지게 한 다음 먹는다. "유럽모과"로도 불리는 마르멜루와는 다른 식물이다.

## 분포
아시아와 유럽에 분포한다. 중앙아시아(투르크메니스탄), 서남아시아(이라크, 이란, 터키), 캅카스(아르메니아, 아제르바이잔, 조지아), 동남유럽(그리스, 불가리아, 이탈리아), 동유럽(러시아, 우크라이나)이 원산지이다.

## 사진 갤러리

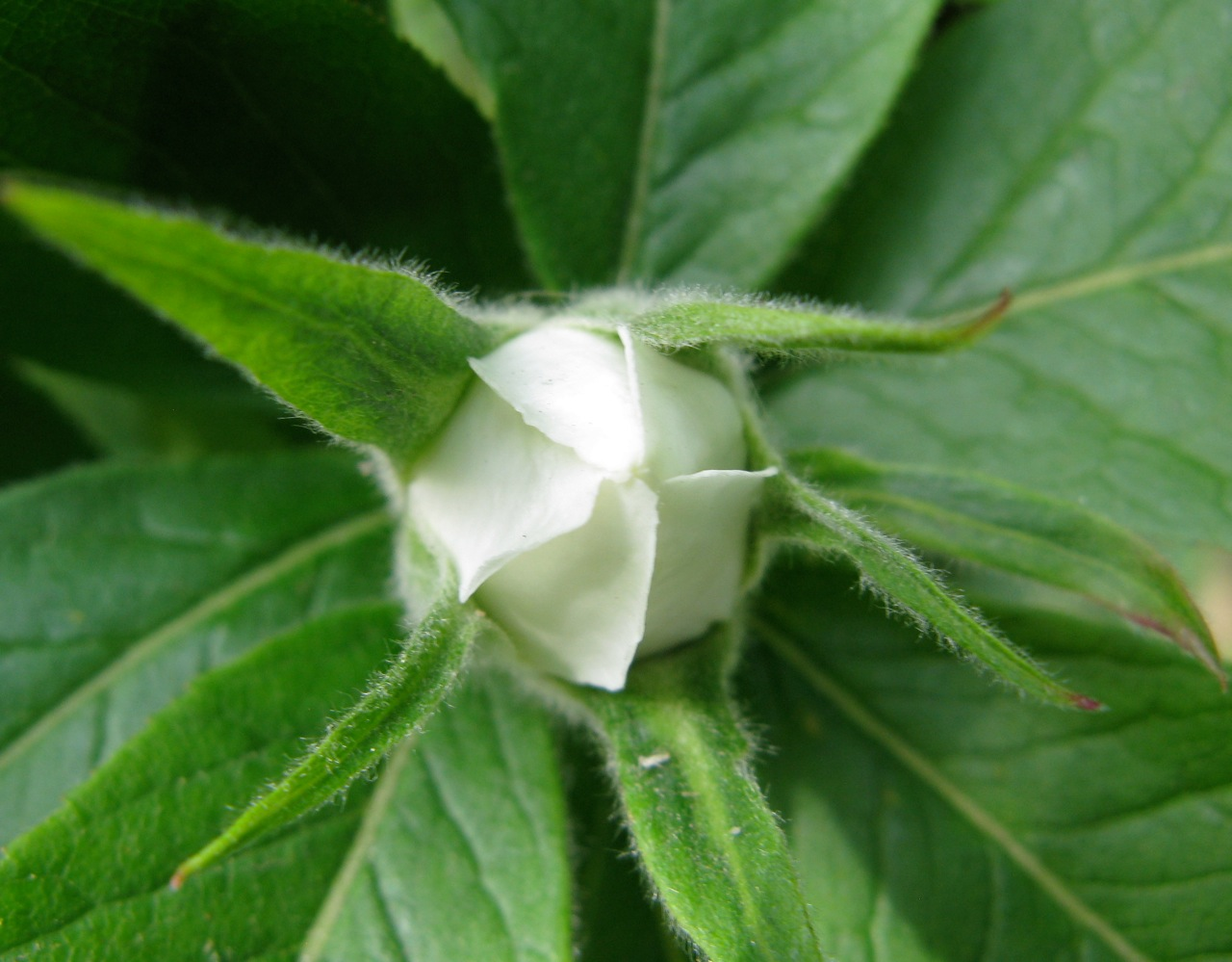
꽃봉오리
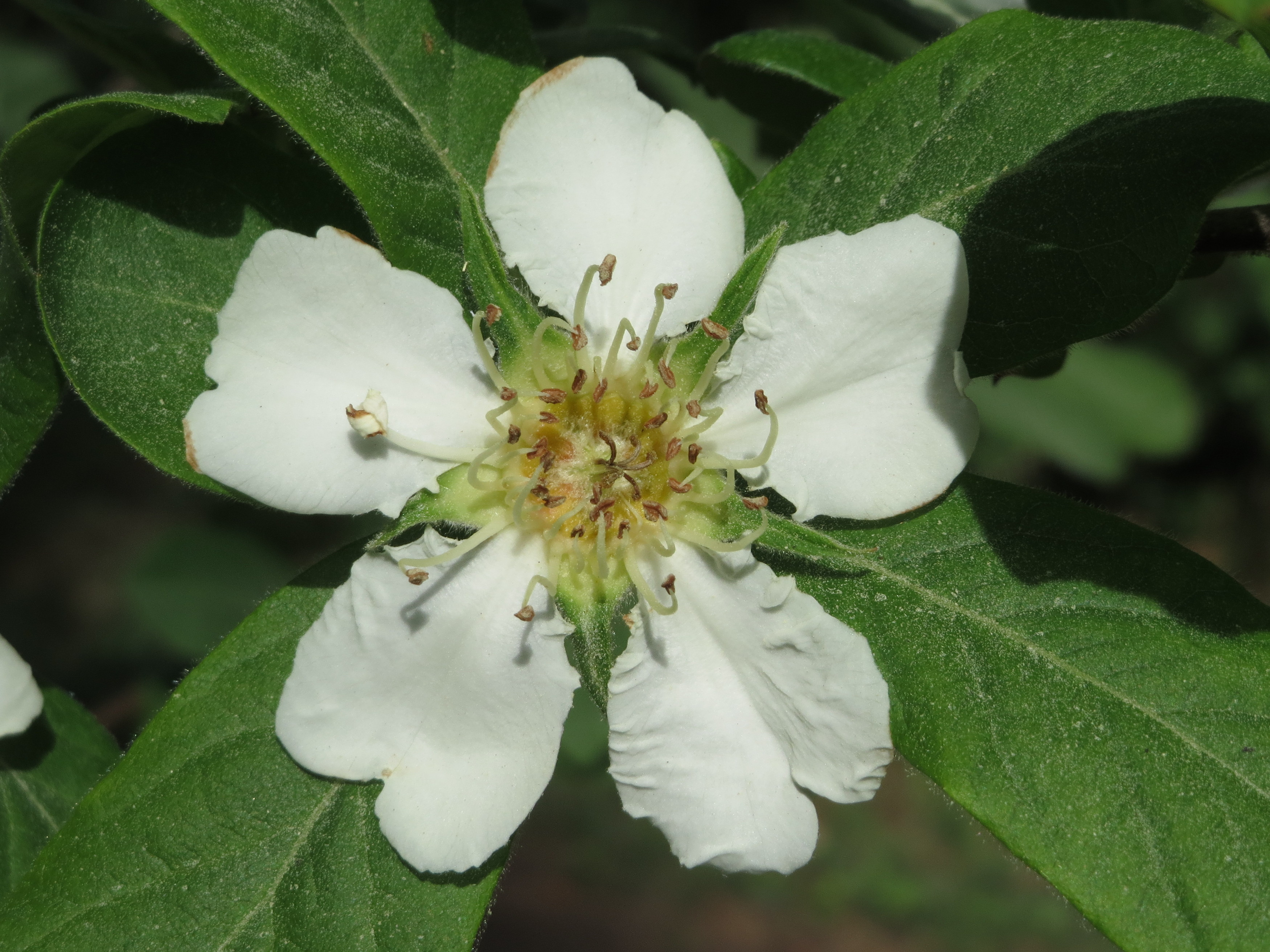
꽃
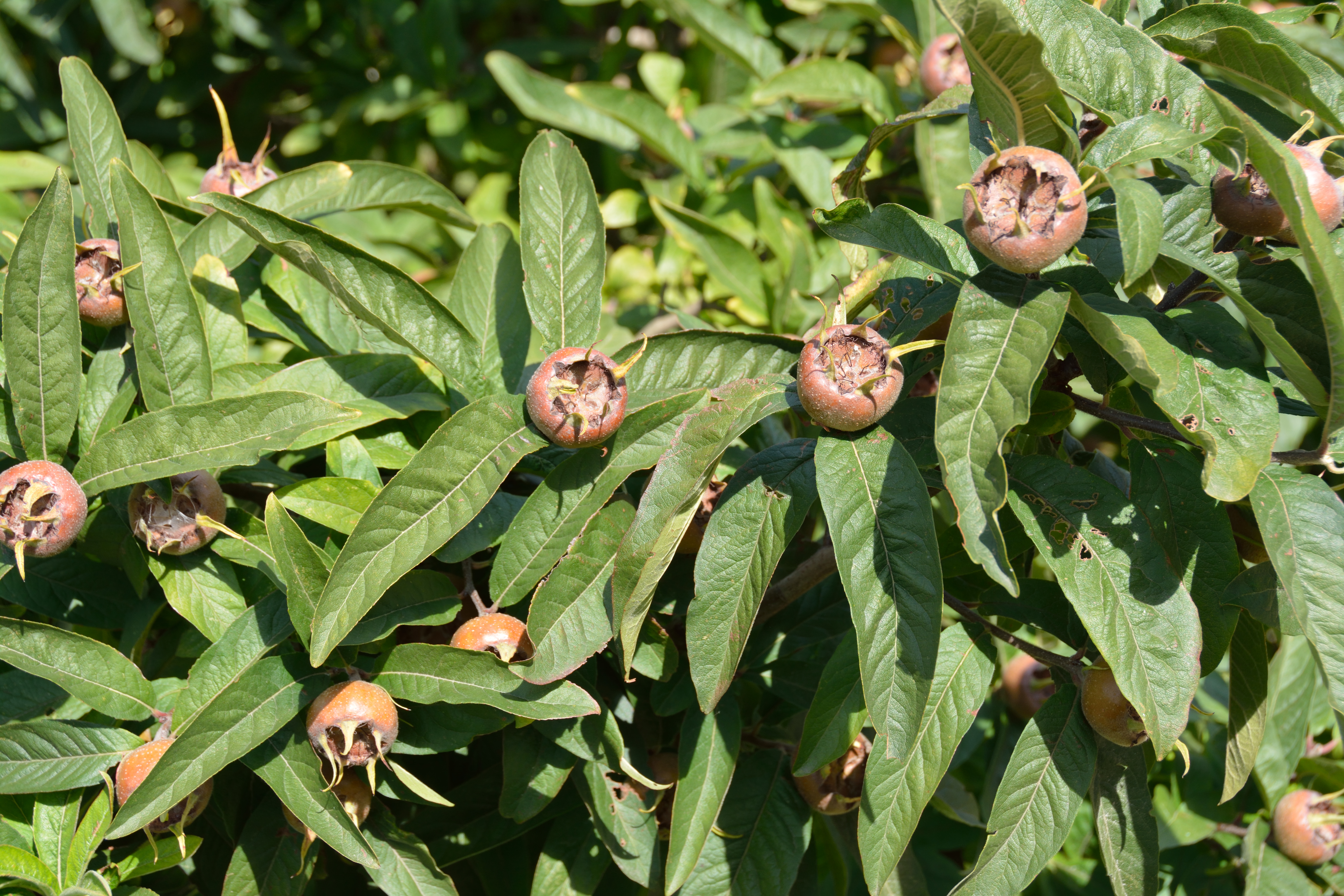
잎과 열매
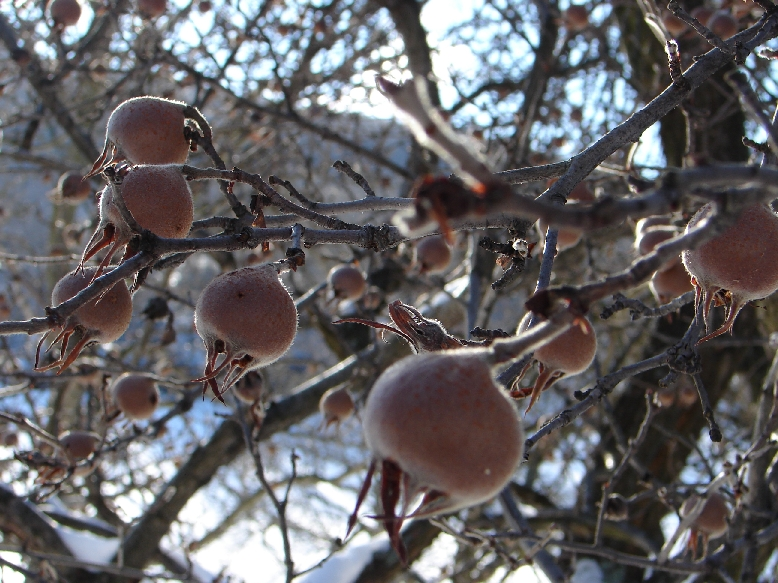
겨울 열매와 가지
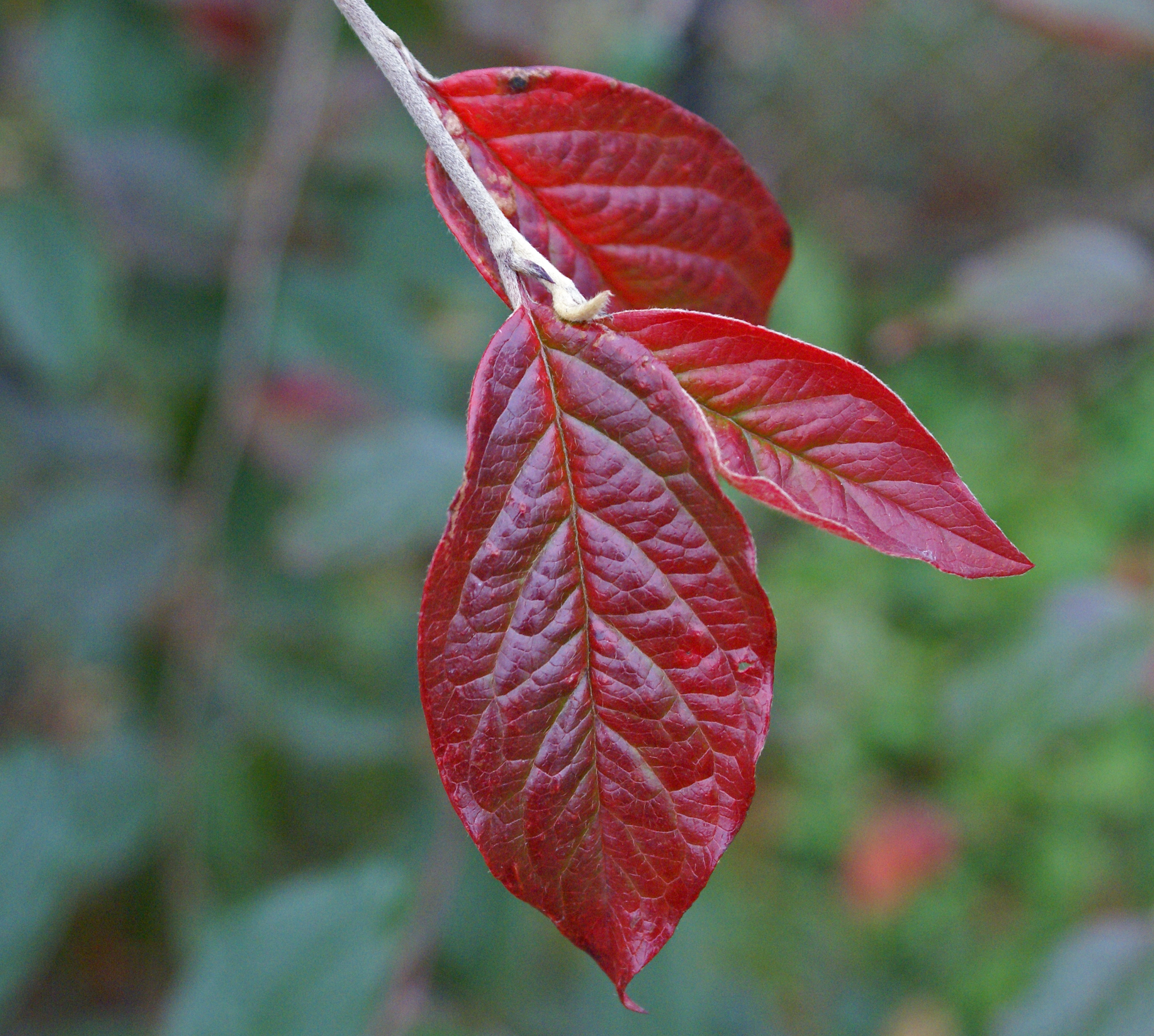
붉은 잎